# Canoa/kayak ai Giochi della XI Olimpiade - K1 1000 metri
La competizione del K1 1000 metri di Canoa/kayak ai Giochi della XI Olimpiade si è disputata il giorno 8 agosto 1936 al bacino di Grünau, Berlino.

## Risultati

### Batterie
I primi quattro accedevano alla finale.
| Pos. | Atleta          | Nazione        | Tempo  |
| ---- | --------------- | -------------- | ------ |
| 1    | Jaap Kraaier    | Paesi Bassi    | 4'36"5 |
| 2    | Joel Ramqvist   | Svezia         | 4'38"8 |
| 3    | Henri Eberhardt | Francia        | 4'41"1 |
| 4    | Ivar Iversen    | Norvegia       | 4'44"3 |
| 5    | Elio Sasso Sant | Italia         | 4'50"2 |
| 6    | Hans Potthof    | Svizzera       | 4'50"9 |
| 7    | Emil Šmatlák    | Cecoslovacchia | 4'54"1 |
| 8    | Péter Szittya   | Ungheria       | 5'08"7 |

| Pos. | Atleta           | Nazione     | Tempo  |
| ---- | ---------------- | ----------- | ------ |
| 1    | Gregor Hradetzky | Austria     | 4'25"9 |
| 2    | Helmut Cämmerer  | Germania    | 4'27"2 |
| 3    | Ernest Riedel    | Stati Uniti | 4'40"8 |
| 4    | Birger Johansson | Finlandia   | 4'47"0 |
| 5    | Henri Hosnia     | Belgio      | 4'51"1 |
| 6    | Poul Larsen      | Danimarca   | 4'56"0 |
| 7    | Frank Amyot      | Canada      | 5'17"0 |

### Finale
| Pos.    | Atleta           | Nazione     | Tempo  |
| ------- | ---------------- | ----------- | ------ |
| Oro     | Gregor Hradetzky | Austria     | 4'22"9 |
| Argento | Helmut Cämmerer  | Germania    | 4'25"6 |
| Bronzo  | Jaap Kraaier     | Paesi Bassi | 4'35"1 |
| 4       | Ernest Riedel    | Stati Uniti | 4'38"1 |
| 5       | Joel Ramqvist    | Svezia      | 4'39"5 |
| 6       | Henri Eberhardt  | Francia     | 4'41"2 |
| 7       | Birger Johansson | Finlandia   | 4'42"2 |
| 8       | Ivar Iversen     | Norvegia    | 4'44"2 |